# Região Geográfica Intermediária de Barreiras
A Região Geográfica Intermediária de Barreiras é uma das dez regiões intermediárias do estado brasileiro da Bahia e uma das 134 regiões intermediárias do Brasil, criadas pelo Instituto Brasileiro de Geografia e Estatística (IBGE) em 2017. É composta por 24 municípios, distribuídos em duas regiões geográficas imediatas.
Sua população total estimada pelo Instituto Brasileiro de Geografia e Estatística (IBGE) para mais 1 milhao de habitantes, distribuídos em uma área total de 117 440,081 km².
Barreiras é o município mais populoso da região intermediária, com 165 413 habitantes segundo a prévia do senso de 2022 do Instituto Brasileiro de Geografia e Estatística (IBGE), podendo chegar a ser maior a população do município. 

## Regiões geográficas imediatas
| Região geográfica imediata                           | Municípios | População Estimativa 2018 | Área (km²)  | Produto Interno Bruto (R$) | PIB per Capita (R$) | IDH   |
| ---------------------------------------------------- | --- | ------------------------- | ----------- | -------------------------- | ------------------- | ----- |
| Região Geográfica Imediata de Barreiras              | Angical Baianópolis Barreiras Brejolândia Catolândia Cotegipe Cristópolis Formosa do Rio Preto Luís Eduardo Magalhães Mansidão Riachão das Neves Santa Rita de Cássia Santana São Desidério Serra Dourada Tabocas do Brejo Velho Wanderley | 502 214                   | 78 956,079  | 12 003 872                 | 17 296,07           | 0,612 |
| Região Geográfica Imediata de Santa Maria da Vitória | Canápolis Cocos Coribe Correntina Jaborandi Santa Maria da Vitória São Félix do Coribe | 138 512                   | 38 484,002  | 2 444 157                  | 16 736,94           | 0,604 |
| Total                                                | 24 | 640 726                   | 117 440,081 | 14 448 029                 | 17 132,99           | 0,610 |